# صبری ساری‌اغلو
صبری ساری‌اغلو (ترکی استانبولی: Sabri Sarıoğlu؛ زادهٔ ۲۶ ژوئیهٔ ۱۹۸۴) بازیکن فوتبال پیشین اهل ترکیه است.
وی همچنین در تیم ملی فوتبال ترکیه بازی کرده‌است.